# Kinematics and Physics of Celestial Bodies
Kinematics and Physics of Celestial Bodies is een internationaal, aan collegiale toetsing onderworpen wetenschappelijk tijdschrift op het gebied van de astronomie.